# 岩橋邦枝
岩橋 邦枝（いわはし くにえ、女性、1934年10月10日 - 2014年6月11日）は、日本の小説家。本名、根本邦枝。

## 来歴・人物
広島県広島市生まれ。父・岩橋八洲民は植物学者で当時広島文理科大学副手。1945年10歳の時、広島の原爆投下の直前に父の実家のある佐賀県佐賀市へ疎開した。佐賀県立佐賀高等学校（現佐賀県立佐賀西高等学校）から、お茶の水女子大学教育学科に進み、在学中の1954年『婦人公論』の作文選に「水紋」が川端康成の選により掲載、初めて書いた小説「つちくれ」が『文藝』全国学生小説コンクールに当選、1955年『婦人公論』募集の女流小説に「不参加」が入選、1956年「逆光線」が『新女苑』に発表され、女版石原慎太郎としてマスコミが殺到した。当時の女性では先端的だったオートバイを駆り、マフラーを風になびかせ走らせた。「逆光線」と「女子寮祭」が映画化され、短編集『逆光線』を上梓する。1957年お茶大を卒業、執筆をやめ、英文タイピスト、別荘番などの職につき、『女性自身』で1年、社会面的なルポライター、『週刊平凡』で1年コラムを持つ。1960年根本英一郎と結婚、一女を儲ける。
1965年から『小説現代』を中心に中間小説を書くが、1972年これをやめ、1974年野間宏の励ましで17年ぶりの純文学作品「日時計」を『文藝』に発表。1975年と1976年、「暮色の深まり」「冬空」で芥川賞候補。
1982年『浅い眠り』で平林たい子文学賞、同年夫が急逝。1986年夫の死を描いた『伴侶』で芸術選奨新人賞、1992年『浮橋』で女流文学賞、1994年『評伝 長谷川時雨』で新田次郎文学賞、2012年『評伝 野上彌生子−迷路を抜けて森へ』で紫式部文学賞、蓮如賞受賞。日本文藝家協会理事、新田次郎文学賞選考委員。
2014年6月11日午後4時43分、汎発性腹膜炎のため福岡市中央区の病院で死去。79歳没。

## 著作
- 『逆光線』三笠書房 1956
- 『蜜の渇き』実業之日本社 1972
- 『静かなみじかい午後』河出書房新社 1976
- 『浅い眠り』講談社 1981
- 『愛と反逆 近代女性史を創った女たち』講談社 1984
- 『真夏日』講談社 1984
- 『伴侶』新潮社 1985
- 『岩橋邦枝の誹風柳多留』集英社 1987。(わたしの古典)集英社文庫 1996
- 『中空に』講談社 1987
- 『迷鳥』講談社 1988
- 『ためらいの時』講談社 1989
- 『干拓地の春 岩橋邦枝自選短篇集』学芸書林 1989
- 『好色五人女 堀川波鼓』講談社 1990 (古典の旅) 。（古典を歩く）講談社文庫 1998
- 『浮橋』講談社 1992
- 『評伝 長谷川時雨』筑摩書房 1993。講談社文芸文庫 1999
- 『泡沫の秋』新潮社 1995
- 『夢の火』講談社 1999
- 『月の光』講談社 2002
- 『評伝 野上彌生子－迷路を抜けて森へ』新潮社 2011

### 翻訳
- リチャード・ゲェーマン『光りよ・ここに』四季社 1961

## その他
- 「逆光線」が古川卓巳監督で日活の太陽族映画として作品化され、映画公開後、作品を観て興奮した16歳の少年が映画館内のトイレで、5歳の女の子に対して強姦傷害事件を起こした[5]。

## 参考
- 日本近代文学大事典
- 「評伝長谷川時雨」附載年譜